# Laurent Bertrand
Laurent Horace Bertrand est un homme politique français né le 8 septembre 1795 à Vermenton (Yonne) et décédé le 6 novembre 1861 à Fontainebleau (Seine-et-Marne).

## Biographie
Enrichi dans le commerce, il est député de l'Yonne de 1849 à 1857, siégeant à droite, puis dans la majorité dynastique, soutenant le Second Empire.

## Sources
- Ressource relative à la vie publique :   - Base Sycomore
- « Laurent Bertrand », dans Adolphe Robert et Gaston Cougny, Dictionnaire des parlementaires français, Edgar Bourloton, 1889-1891 [détail de l’édition]